# Christine Tardieu
Pour les articles homonymes, voir Tardieu (patronyme).
Christine Tardieu, née le 28 avril 1949 à Boulogne-Billancourt, est une chercheuse, paléontologue et biologiste de l'évolution française. Elle se spécialise dans la morphologie fonctionnelle et biomécanicienne et étudie particulièrement l'origine et la progression de la bipédie humaine.

## Biographie
Tardieu naît à Boulogne-Billancourt le 28 avril 1949. En 1987, elle présente sa thèse, nommée « Mise au point d'une nouvelle méthode informatisée d'analyse tridimensionnelle de la marche bipède pour l'étude des déplacements des centres de gravité du corps : application à l'homme et aux primates non humains ». Elle se spécialise dans la morphologie fonctionnelle et biomécanicienne et étudie particulièrement l'origine et la progression de la bipédie humaine. Les aspects psychosociaux de cette évolution sont importants dans ses recherches. Tardieu participe aux études lancées sur le fossile de Lucy avec le contingent français qui l'étudie, de plus, ses recherches en lien avec les fossiles de l'Afrique des Grands Lacs et de l'Éthiopie lui permettent de relever la date de la présence d'hominidés dans cette aire géographique. Elle travaille en lien avec Brigitte Senut dans ces projets de recherche,. 
En 1989, elle obtient le prix scientifique Philip Morris et le prix Bonnet de l'Académie des sciences. La chercheuse rejoint pendant ce temps le Centre national de la recherche scientifique (CNRS) et devient directrice de recherches au sein de l'institution, tout en commençant aussi à travailler pour le Muséum national d'histoire naturelle, au sein du laboratoire d’anatomie comparée. 
Elle intervient dans les médias français pour partager et expliquer son domaine d'études,.